# Rastovac (gmina Ivanska)
Rastovac – wieś w Chorwacji, w żupanii bielowarsko-bilogorskiej, w gminie Ivanska. W 2011 roku liczyła 43 mieszkańców.